# Rhodohypoxis milloides
Rhodohypoxis milloides är en enhjärtbladig växtart som först beskrevs av John Gilbert Baker, och fick sitt nu gällande namn av Olive Mary Hilliard och Brian Laurence Burtt. Rhodohypoxis milloides ingår i släktet Rhodohypoxis och familjen Hypoxidaceae. Inga underarter finns listade i Catalogue of Life.